# Mu Aquarii
Désignations
Mu Aquarii (μ Aqr / μ Aquarii) dans la Désignation de Bayer est une étoile binaire de la constellation du Verseau. 

## Nomenclature
Albulan I est le nom propre de l’étoile Mu Aquarii / μ Aqr. C’est l’arabe البلعان al-Bulaᶜān. Ce nom résulte d’une individualisation des étoiles du groupe εμν Aqr appelé سعد بلع Saᶜd Bulaᶜ qui est, dans le ciel arabe traditionnel, le nom du groupe εμν Aqr constituant la XXIIIe des manāzil al-qamar ou « stations lunaires », déjà connue notamment, autour de l’an mil, dans les premières sources latines, sous la forme Scalbola. La première étoile, ε Aqr est nommée البالع al-Bāliᶜ, littéralement « Celle qui avale », » car, selon un commentaire de l'érudit Ibn Qutayba (IXe s.), étant l’étoile la plus brillante du groupe εμν Aqr, elle dévorait littéralement les deux suivantes, dites البالعان al-Bulaᶜān. En fait, même si la racine √BLᶜ contient l’idée d’« avaler », il s’agit d’une explication de type astronomique hors contexte culturel. La série des السعود al-Suᶜūd livre en effet des noms liés à des divinités antiques et il en est ainsi pour البالع al-Bulaᶜ, sur lequel a été formé البالع al-Bāliᶜ. D’ailleurs, dans l’univers linguistique arabe, Bulaᶜ est un nom propre attesté en sudarabique. Le nom سعد بلع Saᶜd Bulaᶜ signifie donc « la Propice de Bulaᶜ ». Il s’ensuit que si البالعان al-Bulaᶜān ne sont « les Deux avalées » que si l’on oublie que Bulaᶜ est un nom propre. Le moins mauvais, si l’on peut dire, serait de traduire البلعان al-Bulaᶜān par « les Deux Bulaᶜ ». 

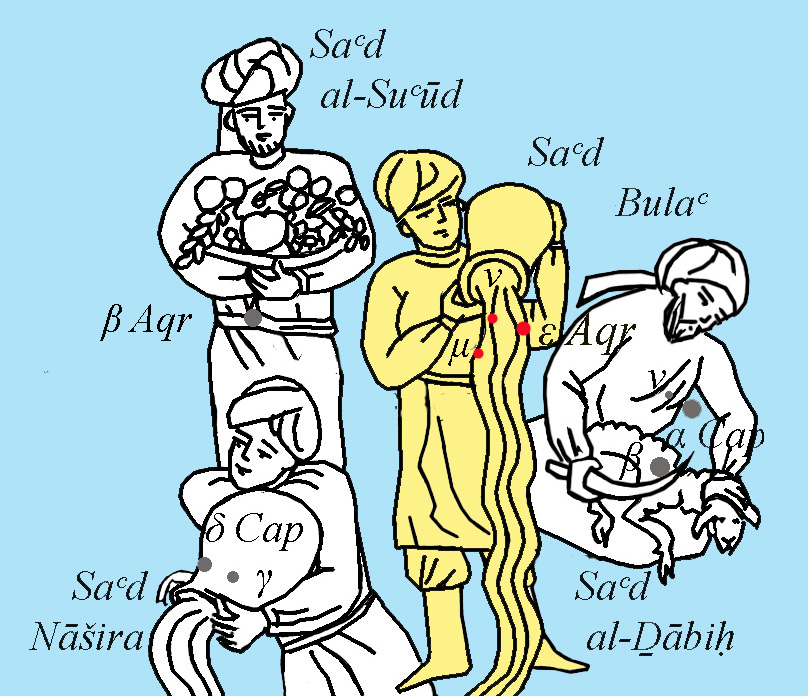
La figure de سعد بلع Saᶜd Bulaᶜ dans le ciel arabe traditionnel

Le nom est transcrit Al Búlaán par Thomas Hyde dans sa traduction du یجِ سلطانی Zīğ-i Sulṭānī ou « Tables sultaniennes » d’Uluġ Bēg (1437), Thomas Hyde (1665). 
Transcrit à son tour Al Buläān par Richard Allen (1899), il devient un nom au XXe siècle, par exemple Albulan II chez Jack W. Rhoads (1971). 
Le nom Sa’d bula’ a été donné au groupe Mu-Nu Aquarii / μν Aqr. L’introduction de ce nom est due à Johann Elert Bode (1801) qui reprend, sous la forme Sa’d Bula’, exactement la transcription du philologue Friedrich Wilhelm Lach (1796) et limite comme lui cette appellation au groupe εμν Aqr dans son entier, mais les limite aux deux seules étoiles groupe μν Aqr. Cela se retrouve chez Richard Allen (1899) qui donne pour la XXIIIe des manāzil al-qamar ou « stations lunaires », la transcription Al Sa‘d al Bula‘, sans suite,.
En chinois, Mu Aquarii est connue en tant que 女宿二 (Nǚ Xiù èr), « la seconde étoile de la Fille / Femme ». Elle est incluse au sein de l'astérisme de la Fille (ou de la Femme) (女宿 (Nǚ Xiù), qui regroupe les étoiles μ Aquarii, ε Aquarii, 4 Aquarii, 5 Aquarii et 3 Aquarii.

## Propriétés
Mu Aquarii a une magnitude apparente est de +4,7, ce qui est assez brillant pour être visible à l'œil nu. Sa distance, déterminée à l'aide des mesures de parallaxe obtenues durant la mission Hipparcos, est de ∼ 157 a.l. (∼ 48,1 pc).est un système binaire spectroscopique, ses deux étoiles tournent l'une autour de l'autre selon une période de 1 556 jours et avec une excentricité de 0,23. La combinaison des spectres des deux étoiles lui donne un type spectral A3m, avec le suffixe m indiquant qu'il s'agit d'une étoile Am, un type d'étoile chimiquement particulière ayant une surabondance marquée de certaines métaux.